# Чайче
Чайче (пол. Czajcze) — село в Польше, входит в Великопольское воеводство, Злотувский повят, Гмина Краенка. Население — 160 человек.